# II bitwa pod Mińskiem Mazowieckim
Bitwa pod Mińskiem Mazowieckim – bitwa stoczona 14 lipca 1831 roku podczas powstania listopadowego.
W okolicach Mińska Mazowieckiego doszło do walki pomiędzy wojskami polskimi generała Wojciecha Chrzanowskiego a rosyjską grupą generała Jewgienija Aleksandrowicza Gołowina. Skutkiem walk było wycofanie sił głównych Gołowina.

## Literatura
- Mała Encyklopedia Wojskowa, Wydawnictwo Ministerstwa Obrony Narodowej, Warszawa 1967, Wydanie I, Tom 2